# Smokuč
Smokuč este o localitate din comuna Žirovnica, Slovenia, cu o populație de 482 de locuitori.